# Mercado Municipal da Penha

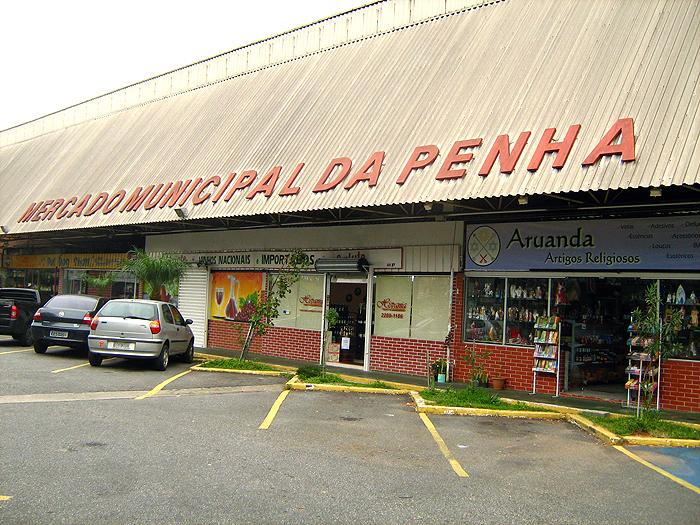
Fachada do Mercado Municipal da Penha

O Mercado Municipal da Penha, oficialmente denominado Mercado Senador Antonio Emydio de Barros, foi inaugurado em 20 de janeiro de 1971 e iniciou suas atividades em 1º de fevereiro do mesmo ano, após anos de reivindicações da comunidade por um centro de abastecimento na região. 
Localizado na confluência das avenidas Penha de França, Gabriela Mistral e Cangaíba, o mercado ocupa uma área de 25.200 m². É considerado um dos principais símbolos do bairro da Penha (São Paulo), um dos mais antigos da cidade de São Paulo.
Com 28 lojas, o espaço oferece uma ampla variedade de produtos nacionais e importados, atendendo às necessidades dos moradores da região e adjacências. O local conta com estacionamento gratuito para clientes, com aproximadamente 50 vagas, além de uma área reservada para administração, carga e descarga, com mais de 40 vagas.
O mercado funciona de terça a sábado, das 8h às 19h, e aos domingos, das 8h às 13h. 

Vista aérea do Mercado Municipal da Penha

Integra a rede de 15 mercados municipais administrados pela Prefeitura de São Paulo. 